# Axel Kühn
Axel Kühn (Erfurt, 22 giugno 1967) è un ex bobbista tedesco.

## Biografia
Ai XVI Giochi olimpici invernali (edizione disputatasi nel 1992 a Albertville, Francia) vinse la medaglia d'argento nel Bob a quattro con i connazionali Wolfgang Hoppe, Bogdan Musiol e René Hannemann, partecipando per la nazionale tedesca.
Il tempo totalizzato fu di 3:53,92.